# 陝西省歴史博物館

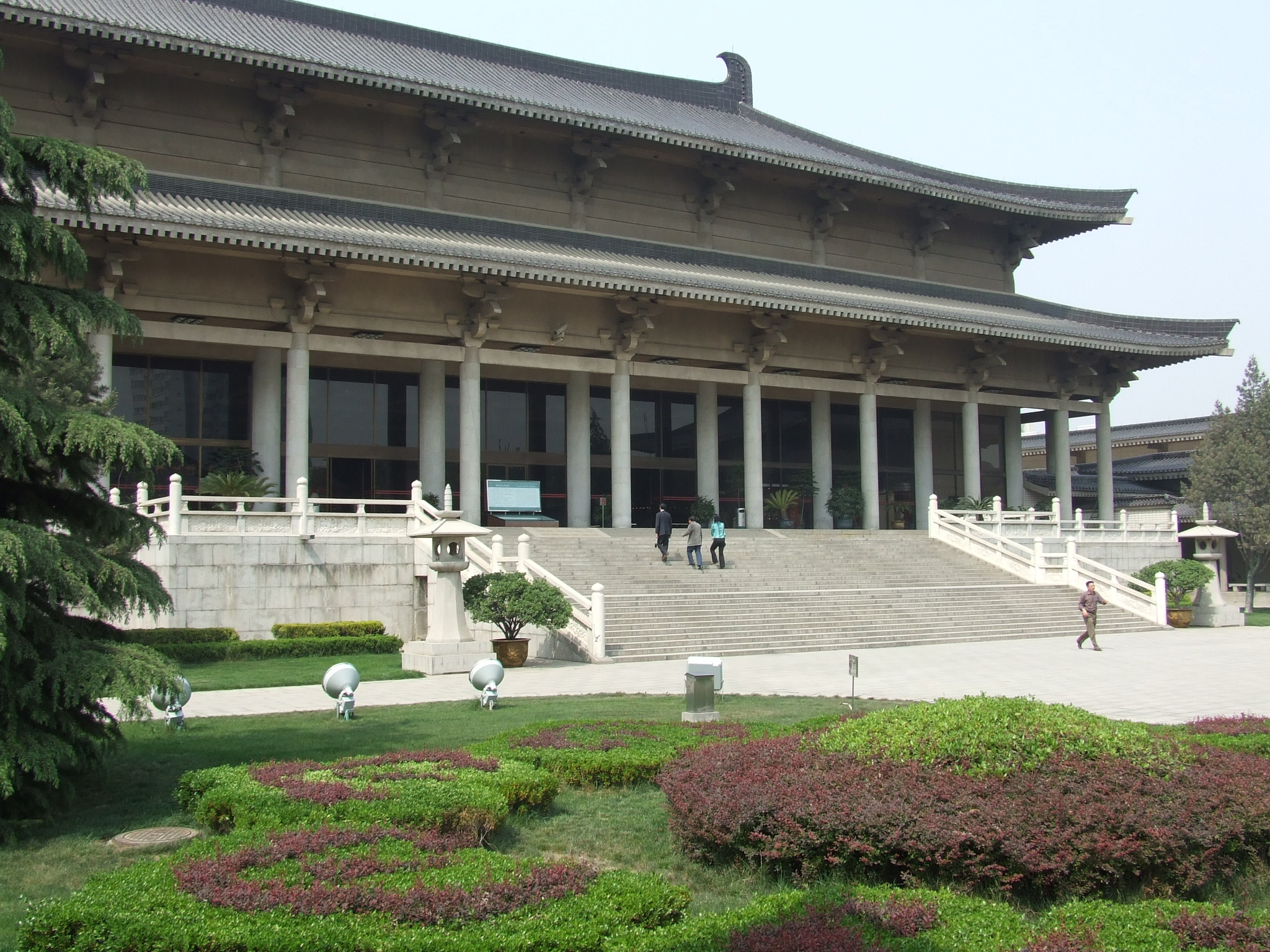
入口

陝西省歴史博物館 (Shaanxi History Museum) は、中国陝西省西安市雁塔区にある歴史博物館である。
開館
1983年より建設が始まり、1991年6月20日に開館した。
歴史
（殷周の）上代より京兆とされた咸陽郡および長安城はこんにち陝西省の関中地区にあたる。渭水のほとりは春秋のむかしから詩情ゆたかな送別のうたに詠まれ、（300年近い統治をそれぞれ保った秦漢・隋唐を含めて）13もの古代王朝の都城が存在した。後世「西安」改名を余儀なくされながらも明の時代に秦王府と城壁が整備され、清の末期には皇室の（戦乱をよける）行在所に用いられるなど、戦略的な地位はかろうじて保っている。
館蔵
秦始皇帝陵・唐代の帝王陵にまつわるお墓からの出土品や、前漢に始まる本格的な生活品の陶器など（唐三彩は一応は東都洛陽産）、展示品の質・量ともに中国国内有数の所蔵を誇る。唐代伝来の壁画の人物像・楽器・瑠璃・ガラス製品などの宮廷用品にシルクロードの終点を見ることもできよう。大雁塔・小雁塔・碑林とならぶ西安市内観光のトップスポットといってよく、地方の博物館からの拝借リクエストも多岐にわたる。城外の半坡博物館とともに、開館した当初は雰囲気も久遠の昔に浸るのに最適であった。ちなみに省レベルの歴史民俗博物館で匹敵する外見のユニークさを持つといえるのは、スケールがはるかに小さい上海博物館（青銅器と江南文人の書画でほかの追随を許さない）。
交通
最寄り駅は、西安地下鉄2号線の小寨駅。